# Art Garfunkel

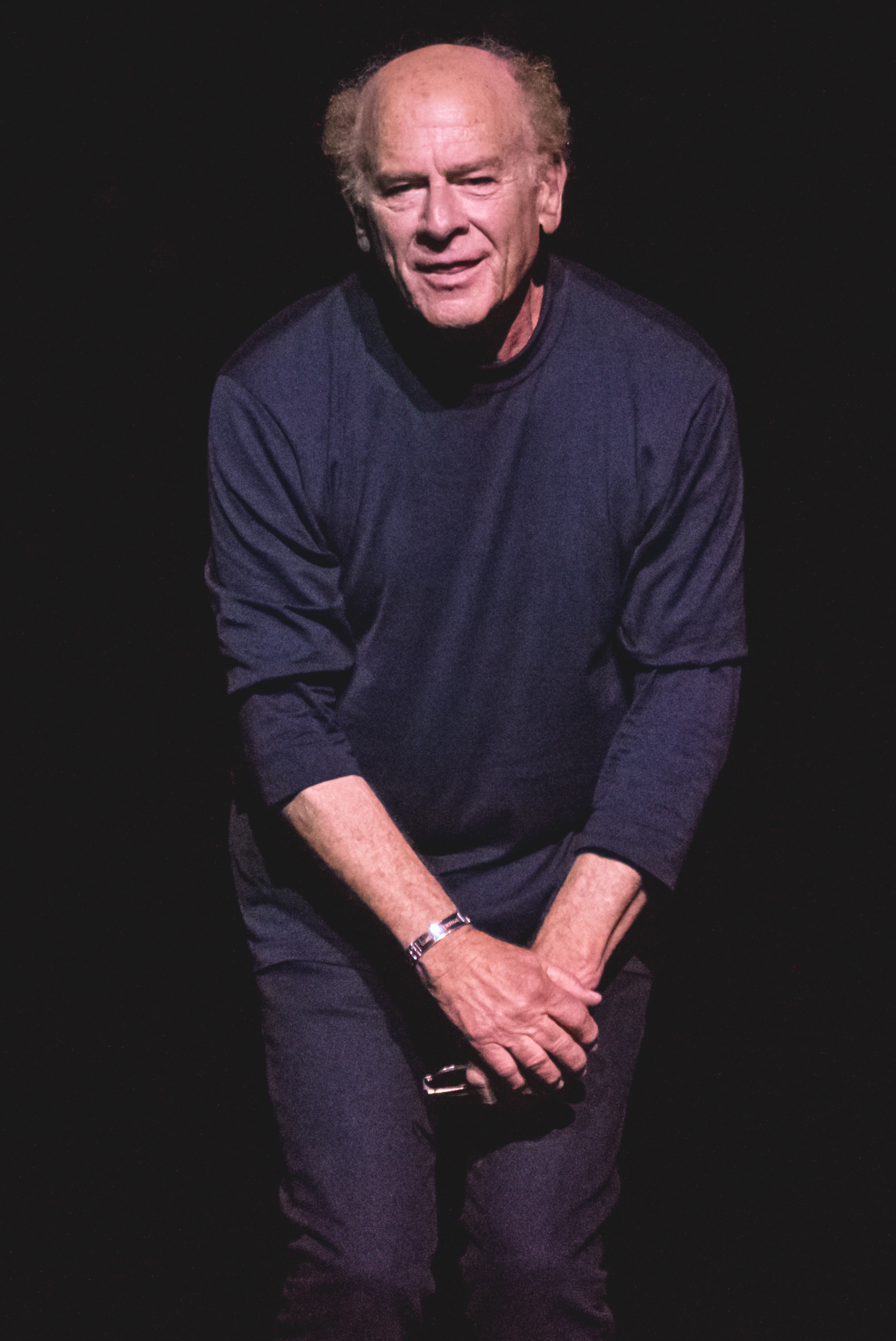
Art Garfunkel (2017)

Arthur Ira „Art“ Garfunkel (* 5. November 1941 in Forest Hills) ist ein US-amerikanischer Sänger und Schauspieler. Er und Paul Simon wurden als Duo Simon & Garfunkel weltbekannt.

## Leben
Art Garfunkel wurde 1941 im New Yorker Stadtteil Forest Hills geboren. Seine Vorfahren waren rumänische (bzw. moldawische) Juden. Seine Eltern waren die Hausfrau Rose und der Handlungsreisende Jacob „Jack“ Garfunkel. Art Garfunkel hat zwei Brüder. Er studierte nach dem 1959 gleichzeitig mit seinem Schulfreund Paul Simon abgelegten Abschluss der High-School zunächst Architektur und erhielt einen Bachelor in Kunstgeschichte sowie einen Master in Didaktik der Mathematik. Danach begann seine Schauspieler- und Musikerkarriere.

### Karriere

#### Die Anfänge
Zusammen mit seinem Freund Paul Simon, den er im Frühsommer 1953 bei den Proben zu dem Schauspiel Alice im Wunderland kennengelernt hatte, bildete er zunächst das Musiker-Duo Tom & Jerry (nach den gleichnamigen Zeichentrick-Figuren). Unter dem Pseudonym verkauften sie 1957 von ihrer ersten Single Hey, Schoolgirl 150.000 Stück. Garfunkel war damals auch als „Tom Graph“ bekannt. Ab 1957 nannten sie sich schlicht Simon & Garfunkel und wurden in der Folk-Rock-Szene bekannt. Für einige Jahre trennten sich die beiden Musiker dann das erste Mal.

#### Nach 1970
Nachdem sich das in den USA von dem Produzenten Tom Wilson für Columbia Records bzw. CBS (Columbia Broadcasting System) unter Vertrag genommene Duo im Jahr 1970 nach zahlreichen Hits und Alben wieder aufgelöst hatte, verfolgte Garfunkel seine Schauspielerkarriere und brachte zudem einige Soloalben heraus. Obwohl er nie wieder an die Erfolge von Simon and Garfunkel anknüpfen konnte, gelangen ihm in den 1970er Jahren einige Top-10-Hits wie I Only Have Eyes for You, Bright Eyes und All I Know in Großbritannien und den Vereinigten Staaten.
1975 kam es wieder zu einer Zusammenarbeit mit Paul Simon. Für Simons Album Still Crazy After All These Years nahmen sie gemeinsam den Song My Little Town auf. Gleichzeitig erschien das Lied auch auf der Garfunkel-LP Breakaway und als Single. Bright Eyes wurde 1979 auch durch die Verwendung in dem Zeichentrickfilm Watership Down zur Nummer-1-Single in Großbritannien. Ebenfalls 1970 war er erstmals als Schauspieler aktiv und spielte in Catch-22 – Der böse Trick (Catch 22) mit. In den folgenden Jahrzehnten folgten gelegentlich weitere Rollen.

#### Nach 1980

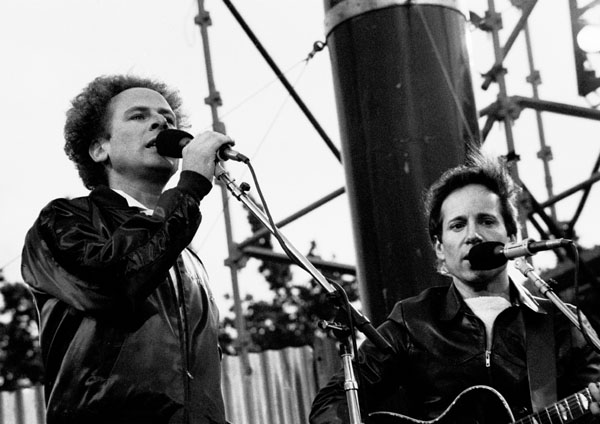
Art Garfunkel und Paul Simon bei einem Konzert in Dublin

Nachdem sein Album Scissors Cut im Jahr 1981 nur enttäuschende Verkaufszahlen eingebracht hatte, gab er am 19. September 1981 zusammen mit Simon im Central Park in New York ein Benefiz-Konzert vor über einer halben Million Besuchern. Simon und Garfunkel arbeiteten danach an einem neuen gemeinsamen Album; dieses Projekt scheiterte jedoch auf Grund von Unstimmigkeiten über Simons Texte und die Stimmen, die Garfunkel dazu singen sollte. Nach einer langen Pause brachte Garfunkel im Jahr 1988 sein Album Lefty heraus.
Seit den 1980er Jahren ist Garfunkel mit Unterbrechungen über weite Strecken zu Fuß unterwegs. Sein Projekt The Walk führte ihn bereits einmal quer über den nordamerikanischen Kontinent und seit 1996 quer durch Europa, von Irland bis in die Türkei. Dabei lässt er sich immer an dem Punkt absetzen, an dem er zuletzt seinen Marsch unterbrochen hat. In Japan wanderte er durch Reisfelder.

#### Nach 1990

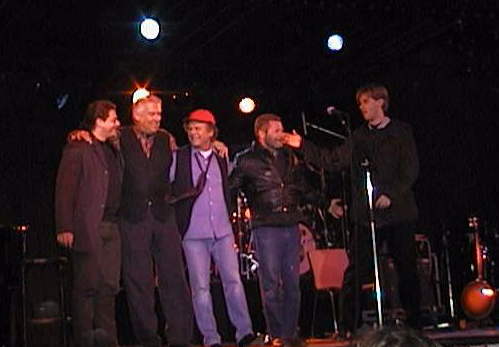
Art Garfunkel, 1998
(der Größere in der Mitte)

Im Jahr 1993 folgte das Album Up ’Til Now, das neben neuen Songs auch Raritäten und einige Hits enthielt. 1997 nahm Garfunkel auf Ellis Island in New York sein Live-Album Across America auf, bei dem der Sänger James Taylor als Gast mitwirkte.

#### Nach 2000
Im Februar 2003 wurde Simon and Garfunkel ein Grammy für ihr Lebenswerk verliehen. Aus diesem Anlass fand das Duo wieder zusammen und begann Ende 2003 die Old-Friends-Tournee durch die Vereinigten Staaten, Europa und Japan. Aufnahmen dieser Tournee wurden 2004 unter dem Titel Old Friends auf Doppel-CD und DVD veröffentlicht. Darauf befand sich auch eine neue Studioaufnahme des Duos, der Titel Citizen of the Planet. Der Rolling Stone listete Garfunkel 2008 auf Rang 86 der 100 größten Sänger aller Zeiten.
Ab dem Winter 2010 laborierte Garfunkel an Stimmbandproblemen; mehrere Konzerte mussten abgesagt werden. Anfang 2014 waren die Stimmbandprobleme überwunden, er tourte wieder mit dem Programm An Intimate Evening with Art Garfunkel und sagte, seine Stimme sei zu 96 % wiederhergestellt.
Im Jahr 2015 wurde er für sein vielfältiges politisches und soziales Engagement mit dem Ehrenpreis des Deutschen Nachhaltigkeitspreises ausgezeichnet. Auf seiner Tournee 2019 bereiste er neben den USA auch England, Wales und Deutschland.

### Familie

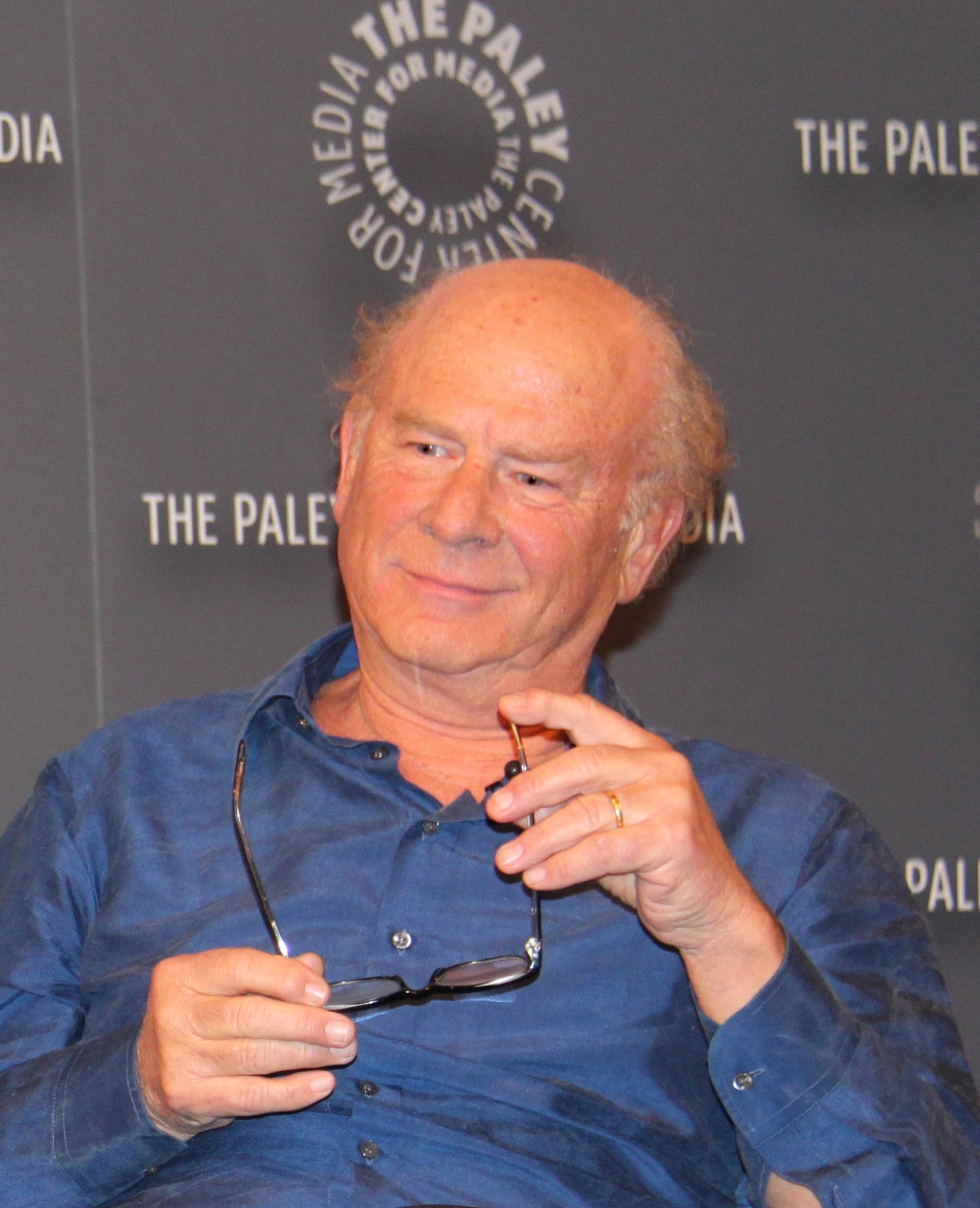
Art Garfunkel, 2013

Von 1972 bis 1975 war Garfunkel mit Linda Grossman verheiratet. Später war er mit Laurie Bird liiert, die 1979 Suizid beging. Dies trug dazu bei, dass er sich in den 1980er Jahren weitgehend aus der Öffentlichkeit zurückzog.
Seit 1988 ist er mit Kim Cermak verheiratet, mit der er zwei Söhne hat. Art Garfunkel Jr. (* 15. Dezember 1990) ist ebenfalls Sänger und veröffentlichte 2021 ein deutschsprachiges Album mit eingedeutschten Coversongs von Simon & Garfunkel. Cermak unterstützt ihren Ehemann als Backgroundsängerin bei seinen Konzerten.
Bei einem Konzert auf Ellis Island, das er seiner aus Osteuropa eingewanderten Familie widmete, traten Cermak und ihr Sohn gemeinsam auf; dieser Auftritt ist sowohl auf der CD als auch auf der DVD zum Konzert vorhanden. Im Oktober 2005 wurde Garfunkel mit 63 Jahren zum zweiten Mal Vater eines Sohnes, der bereits als Kind öfter mit seinem Vater gemeinsam auftrat.

## Diskografie
(mit Paul Simon als Simon & Garfunkel, siehe Simon & Garfunkel/Diskografie)

### Studioalben
| Jahr | Titel                          | Höchstplatzierung, Gesamtwochen, AuszeichnungChartplatzierungen (Jahr, Titel, Platzierungen, Wochen, Auszeichnungen, Anmerkungen) | Höchstplatzierung, Gesamtwochen, AuszeichnungChartplatzierungen (Jahr, Titel, Platzierungen, Wochen, Auszeichnungen, Anmerkungen) | Höchstplatzierung, Gesamtwochen, AuszeichnungChartplatzierungen (Jahr, Titel, Platzierungen, Wochen, Auszeichnungen, Anmerkungen) | Höchstplatzierung, Gesamtwochen, AuszeichnungChartplatzierungen (Jahr, Titel, Platzierungen, Wochen, Auszeichnungen, Anmerkungen) | Anmerkungen                                                          |
| Jahr | Titel                          | DE | AT | UK | US | Anmerkungen                                                          |
| ---- | ------------------------------ | --- | --- | --- | --- | -------------------------------------------------------------------- |
| 1973 | Angel Clare                    | — | — | UK14 Silber · (7 Wo.)UK | US5 Gold · (25 Wo.)US | Erstveröffentlichung: 11. September 1973                             |
| 1975 | Breakaway                      | — | — | UK7 Gold · (21 Wo.)UK | US7 Platin · (28 Wo.)US | Erstveröffentlichung: 14. Oktober 1975                               |
| 1977 | Watermark                      | — | — | UK25 Silber · (5 Wo.)UK | US19 Gold · (16 Wo.)US | Erstveröffentlichung: 25. Oktober 1977                               |
| 1979 | Fate for Breakfast             | DE6 (22 Wo.)DE | AT24 (4 Wo.)AT | UK2 Silber · (20 Wo.)UK | US67 (14 Wo.)US | Erstveröffentlichung: 15. März 1979                                  |
| 1981 | Scissors Cut                   | — | — | UK51 (3 Wo.)UK | US113 (8 Wo.)US | Erstveröffentlichung: 25. August 1981                                |
| 1986 | The Animals’ Christmas         | — | — | — | — | Erstveröffentlichung: 20. August 1986 Weihnachtsalbum; mit Amy Grant |
| 1988 | Lefty                          | — | — | — | US134 (8 Wo.)US | Erstveröffentlichung: 29. März 1988                                  |
| 1997 | Songs from a Parent to a Child | DE26 (6 Wo.)DE | — | — | — | Erstveröffentlichung: 3. Juni 1997                                   |
| 2002 | Everything Waits to Be Noticed | — | — | — | — | Erstveröffentlichung: 8. Oktober 2002                                |
| 2007 | Some Enchanted Evening         | — | — | UK82 (1 Wo.)UK | — | Erstveröffentlichung: 30. Januar 2007                                |

### Gemeinschaftsalben
| Jahr | Titel          | Höchstplatzierung, Gesamtwochen, AuszeichnungChartplatzierungen (Jahr, Titel, Platzierungen, Wochen, Auszeichnungen, Anmerkungen) | Höchstplatzierung, Gesamtwochen, AuszeichnungChartplatzierungen (Jahr, Titel, Platzierungen, Wochen, Auszeichnungen, Anmerkungen) | Höchstplatzierung, Gesamtwochen, AuszeichnungChartplatzierungen (Jahr, Titel, Platzierungen, Wochen, Auszeichnungen, Anmerkungen) | Höchstplatzierung, Gesamtwochen, AuszeichnungChartplatzierungen (Jahr, Titel, Platzierungen, Wochen, Auszeichnungen, Anmerkungen) | Anmerkungen                                                                            |
| Jahr | Titel          | DE | AT | CH | UK | Anmerkungen                                                                            |
| ---- | -------------- | --- | --- | --- | --- | -------------------------------------------------------------------------------------- |
| 2024 | Father and Son | DE5 (8 Wo.)DE | AT73 (1 Wo.)AT | CH98 (1 Wo.)CH | — | Erstveröffentlichung: 8. November 2024 mit Art Garfunkel Jr. als Garfunkel & Garfunkel |

### Livealben
| Jahr | Titel          | Höchstplatzierung, Gesamtwochen, AuszeichnungChartplatzierungen (Jahr, Titel, Platzierungen, Wochen, Auszeichnungen, Anmerkungen) | Höchstplatzierung, Gesamtwochen, AuszeichnungChartplatzierungen (Jahr, Titel, Platzierungen, Wochen, Auszeichnungen, Anmerkungen) | Höchstplatzierung, Gesamtwochen, AuszeichnungChartplatzierungen (Jahr, Titel, Platzierungen, Wochen, Auszeichnungen, Anmerkungen) | Anmerkungen                        |
| Jahr | Titel          | DE | AT | UK | Anmerkungen                        |
| ---- | -------------- | --- | --- | --- | ---------------------------------- |
| 1996 | Across America | DE27 (11 Wo.)DE | AT42 (3 Wo.)AT | UK35 Silber · (7 Wo.)UK | Erstveröffentlichung: 27. Mai 1996 |

### Kompilationen
| Jahr | Titel                   | Höchstplatzierung, Gesamtwochen, AuszeichnungChartplatzierungen (Jahr, Titel, Platzierungen, Wochen, Auszeichnungen, Anmerkungen) | Höchstplatzierung, Gesamtwochen, AuszeichnungChartplatzierungen (Jahr, Titel, Platzierungen, Wochen, Auszeichnungen, Anmerkungen) | Höchstplatzierung, Gesamtwochen, AuszeichnungChartplatzierungen (Jahr, Titel, Platzierungen, Wochen, Auszeichnungen, Anmerkungen) | Anmerkungen                           |
| Jahr | Titel                   | DE | UK | US | Anmerkungen                           |
| ---- | ----------------------- | --- | --- | --- | ------------------------------------- |
| 1984 | The Art Garfunkel Album | DE4 (10 Wo.)DE | UK12 Silber · (13 Wo.)UK | — | Erstveröffentlichung: Dezember 1984   |
| 2012 | The Singer              | — | UK10 Gold · (4 Wo.)UK | US179 (1 Wo.)US | Erstveröffentlichung: 28. August 2012 |

Weitere Kompilationen
- 1979: Art Garfunkel
- 1988: Garfunkel
- 1993: Up ’Til Now
- 1998: Simply the Best
- 2001: The Best of
- 2010: Playlist: The Very Best of
- 2011: Bright Eyes: The Very Best of

### Singles
| Jahr | Titel Album                                         | Höchstplatzierung, Gesamtwochen, AuszeichnungChartplatzierungen (Jahr, Titel, Album, Platzierungen, Wochen, Auszeichnungen, Anmerkungen) | Höchstplatzierung, Gesamtwochen, AuszeichnungChartplatzierungen (Jahr, Titel, Album, Platzierungen, Wochen, Auszeichnungen, Anmerkungen) | Höchstplatzierung, Gesamtwochen, AuszeichnungChartplatzierungen (Jahr, Titel, Album, Platzierungen, Wochen, Auszeichnungen, Anmerkungen) | Höchstplatzierung, Gesamtwochen, AuszeichnungChartplatzierungen (Jahr, Titel, Album, Platzierungen, Wochen, Auszeichnungen, Anmerkungen) | Höchstplatzierung, Gesamtwochen, AuszeichnungChartplatzierungen (Jahr, Titel, Album, Platzierungen, Wochen, Auszeichnungen, Anmerkungen) | Anmerkungen                                                                        |
| Jahr | Titel Album                                         | DE | AT | CH | UK | US | Anmerkungen                                                                        |
| --- | --------------------------------------------------- | --- | --- | --- | --- | --- | ---------------------------------------------------------------------------------- |
| 1973 | I Shall Sing Angel Clare                            | DE13 (13 Wo.)DE | — | — | — | US38 (9 Wo.)US | Erstveröffentlichung: 1973                                                         |
| 1973 | All I Know Angel Clare                              | — | — | — | — | US9 (14 Wo.)US | Erstveröffentlichung: 1973                                                         |
| 1974 | Second Avenue –                                     | — | — | — | — | US34 (8 Wo.)US | Erstveröffentlichung: September 1974                                               |
| 1975 | I Only Have Eyes for You Breakaway                  | — | — | — | UK1 Silber · (11 Wo.)UK | US18 (18 Wo.)US | Erstveröffentlichung: August 1975 Original: 1934 aus dem Musicalfilm Broadway Show |
| 1975 | Break Away Breakaway                                | — | — | — | — | US39 (11 Wo.)US | Erstveröffentlichung: Dezember 1975                                                |
| 1977 | (What A) Wonderful World Watermark                  | — | — | — | — | US17 (14 Wo.)US | Erstveröffentlichung: Januar 1978 mit Paul Simon & James Taylor                    |
| 1979 | Bright Eyes Fate for Breakfast                      | DE3 (35 Wo.)DE | AT3 (16 Wo.)AT | CH2 (18 Wo.)CH | UK1 Platin · (19 Wo.)UK | — | Erstveröffentlichung: Januar 1979                                                  |
| 1979 | Since I Don’t Have You Fate for Breakfast           | — | — | — | UK38 (7 Wo.)UK | US53 (8 Wo.)US | Erstveröffentlichung: 1979                                                         |
| 1981 | A Heart in New York Scissors Cut                    | — | — | — | — | US66 (9 Wo.)US | Erstveröffentlichung: 1981                                                         |
| 1984 | Sometimes When I’m Dreaming The Art Garfunkel Album | — | — | — | UK77 (4 Wo.)UK | — | Erstveröffentlichung: 1984                                                         |
| 1988 | So Much in Love Lefty                               | — | — | — | — | — | Erstveröffentlichung: 1988                                                         |
| 1993 | Crying in the Rain Up ’til Now                      | — | — | — | — | — | Erstveröffentlichung: mit James Taylor                                             |
| Folgende Lieder erschienen nicht als Single, wurden aber durch das Album zum Download und Streaming bereitgestellt und konnten somit eine Platzierung erlangen: |                                                     | | | | | |                                                                                    |
| |                                                     | | | | | |                                                                                    |
| 2021 | O Come All Ye Faithful –                            | DE— aDE | — | — | — | — | Charteinstieg: 1. Januar 2021                                                      |

Weitere Singles
- 1959: Beat Love
- 1961: Forgive Me
- 1976: Woyaya
- 1977: Crying in My Sleep
- 1978: Marionette
- 1979: In a Little While (I’ll Be On My Way)
- 1981: Scissors Cut
- 1981: Hang On In
- 1981: The Romance
- 1986: The Decree
- 1988: When a Man Loves a Woman
- 1988: This Is the Moment
- 1996: Grateful (Live)
- 1997: Daydream
- 2002: Bounce

### Mitarbeit
- Album: Musical Mike Batt’s The Hunting of the Snark (1986; Rolle The Butcher)
- Album: Crosby, Stills & Nash: Daylight Again – Daylight Again and Cost of Freedom

## Auszeichnungen für Musikverkäufe
| Goldene Schallplatte - Kanada - 1978: für das Album Watermark - 1978: für das Album Angel Care Platin-Schallplatte - Neuseeland - 1979: für das Album Fate for Breakfast - 1979: für die Single Bright Eyes - Niederlande - 1979: für die Single Bright Eyes |

Anmerkung: Auszeichnungen in Ländern aus den Charttabellen bzw. Chartboxen sind in ebendiesen zu finden.
| Land/RegionAuszeichnungen für Musikverkäufe (Land/Region, Auszeichnungen, Verkäufe, Quellen) | Silber     | Gold     | Platin     | Verkäufe  | Quellen                   |
| -------------------------------------------------------------------------------------------- | ---------- | -------- | ---------- | --------- | ------------------------- |
| Kanada (MC)                                                                                  | —          | 2× Gold2 | —          | 100.000   | musiccanada.com           |
| Neuseeland (RMNZ)                                                                            | —          | —        | 2× Platin2 | 40.000    | aotearoamusiccharts.co.nz |
| Niederlande (NVPI)                                                                           | —          | —        | Platin1    | 150.000   | nvpi.nl                   |
| Vereinigte Staaten (RIAA)                                                                    | —          | 2× Gold2 | Platin1    | 2.000.000 | riaa.com                  |
| Vereinigtes Königreich (BPI)                                                                 | 7× Silber7 | Gold1    | Platin1    | 1.260.000 | bpi.co.uk                 |
| Insgesamt                                                                                    | 7× Silber7 | 5× Gold5 | 5× Platin5 |           |                           |

## Bibliografie
- Still waters: Prose Poems. E. P. Dutton, 1989, ISBN 0-525-24795-5.
  - Der Klang der Stille. Erde, Wasser, Luft und Feuer. Goldmann Verlag, München 1991, ISBN 3-442-41061-4.

## Filmografie (Auswahl)

### Schauspieler
- 1970: Catch-22 – Der böse Trick (Catch 22)
- 1971: Die Kunst zu lieben (Carnal Knowledge)
- 1980: Black out – Anatomie einer Leidenschaft (Bad Timing)
- 1986: Good to Go (auch bekannt als Short fuse)
- 1993: Boxing Helena
- 2009: Lieber verliebt (The Rebound)

### Titelmusik
- 1977: Titelsong Bright Eyes, geschrieben von Mike Batt, zu dem Film Unten am Fluss (Watership Down)